# 2023 au théâtre
| Années du théâtre : 2020 - 2021 - 2022 - 2023 - 2024 - 2025 - 2026    |
| Décennies du théâtre : 1990 - 2000 - 2010 - 2020 - 2030 - 2040 - 2050 |

## Pièces de théâtre représentées

### Saison 2023-2024
- Passeport, d'Alexis Michalik, au Théâtre de la Renaissance

## Décès
- 9 octobre : Jorge Lavelli, metteur en scène de théâtre et d'opéra franco-argentin (° 1932).